# Garrett Lowney
Garrett Lowney (n. 3 octombrie 1979, Appleton, Wisconsin, SUA) este un luptător ce a reprezentat Statele Unite ale Americii, medaliat olimpic. A participat la o ediție a Jocurilor Olimpice (2000) în care a câștigat o medalie de bronz.

## Participări
Lista de mai jos prezintă principalele competiții la care a participat Garrett Lowney de-a lungul carierei.
- wrestling at the 2000 Summer Olympics – men's Greco-Roman 97 kg[*]